# Euphorbia neokaessneri
Euphorbia neokaessneri är en törelväxtart som beskrevs av Peter Vincent Bruyns. Euphorbia neokaessneri ingår i släktet törlar, och familjen törelväxter.
Artens utbredningsområde är Kongo-Kinshasa. Inga underarter finns listade i Catalogue of Life.